# Dolný Hričov
Dolný Hričov és un poble i municipi d'Eslovàquia que es troba a la regió de Žilina, al centre-nord del país.

## Història
La primera menció escrita de la vila es remunta al 1208.

## Demografia
| Godina             | 1994 | 2004   | 2014   | 2024   |
| ------------------ | ---- | ------ | ------ | ------ |
| Nombre de persones | 1404 | 1496   | 1548   | 1692   |
| Diferència         |      | +6,55% | +3,47% | +9,30% |

| Godina             | 2023 | 2024   |
| ------------------ | ---- | ------ |
| Nombre de persones | 1673 | 1692   |
| Diferència         |      | +1,13% |